# (284996) Rosaparks
(284996) Rosaparks est un astéroïde de la ceinture principale.

## Description
(284996) Rosaparks est un astéroïde de la ceinture principale. Il fut découvert le 9 juin 2010 aux États-Unis par le programme WISE. Il présente une orbite caractérisée par un demi-grand axe de 3,14 UA, une excentricité de 0,13 et une inclinaison de 12,1° par rapport à l'écliptique.
L'astéroïde est dédié à Rosa Parks, figure emblématique de la lutte contre la ségrégation raciale aux États-Unis.

## Dans la culture populaire
L'astéroïde est mentionné dans l'épisode 3 de la saison 11 de la sérié télévisée britannique Doctor Who, Rosa, qui se déroule en 1955 à Montgomery durant les événements précurseurs du boycott des bus.

## Compléments